# Шлега Денис Олексійович
Денис Олексійович Шлега (нар. 1 травня 1982, Павлоград, Дніпропетровська область) — український військовослужбовець, полковник Національної гвардії України, учасник російсько-української війни, що відзначився у ході російського вторгнення в Україну. Герой України (2022).

## Життєпис
Денис Шлега народився 1 травня 1982 року у місті Павлограді на Дніпропетровщині.
Закінчив Військовий інститут внутрішніх військ МВС України (2003). Проходив службу в Дніпрі від командира взводу до командира окремого батальйону; начальником штабу військової частини 3021; начальником штабу 5-ї окремої Слобожанської бригади (м. Харків); командиром військової частини 3024 (2018—2021), від 2021 — командир 12-ї бригади оперативного призначення імені Дмитра Вишневецького.
Учасник АТО/OOC та оборони Маріуполя.
15 травня 2022 року заявив, що на «Азовсталі», у блокадному Маріуполі перебувало близько 600 поранених військових, 40 із них у дуже тяжкому стані. 20 травня весь гарнізон Азовсталі евакуйований на територію окупованої частини Донецької області.
21 вересня 2022 року визволений з полону при обміні військовополоненими. Інтернований на території Туреччини.
8 липня 2023 року повернений на територію України. 
Станом на кінець 2024 року обіймав посаду заступника начальника Центрального територіального управління НГУ з охорони важливих об'єктів. 

## Нагороди
- Звання Герой України з врученням ордена «Золота Зірка» (1 жовтня 2022) — за особисту мужність і героїзм, виявлені у захисті державного суверенітету та територіальної цілісності України, самовіддане служіння Українському народові, вірність військовій присязі[9][10]
- орден Богдана Хмельницького III ступеня (25 березня 2022) — за особисту мужність і самовіддані дії, виявлені у захисті державного суверенітету та територіальної цілісності України, вірність військовій присязі, зразкове виконання службового обов'язку[11].

## Військові звання
- полковник[11].
- лейтенант (2003)